# Gran Premi d'Espanya de Motocròs 250cc
|  | Per a altres significats, vegeu «Gran Premi d'Espanya de Motocròs». |

El Gran Premi d'Espanya de Motocròs en la cilindrada de 250cc (en castellà, Gran Premio de España de Motocross 250cc), abreujat GP d'Espanya de 250cc, fou una prova puntuable per al Campionat del Món de motocròs que es va celebrar a l'estat espanyol entre 1962 (any de la inauguració d'aquest campionat) i 2003, el darrer any en què es disputà un campionat d'aquesta categoria abans no fos reconvertida a l'actual MX1.
Sorgit com a continuació del Motocross Internacional de Barcelona, que es venia disputant en aquella ciutat d'ençà de 1960, el Gran Premi d'Espanya es disputà gairebé sempre al llarg de la seva història als Països Catalans (26 edicions a Catalunya i una a l'illa d'Eivissa), tret d'una curta etapa en què es feu en altres indrets (el 1993 a Jerez de la Frontera i de 1994 al 2000 a Talavera de la Reina). D'entre tots aquests escenaris, el més reeixit fou el Circuit del Vallès, on l'organitzà la Penya Motorista 10 x Hora de 1968 a 1983, essent considerat a la seva època com un dels millors esdeveniments del calendari internacional.

## Història

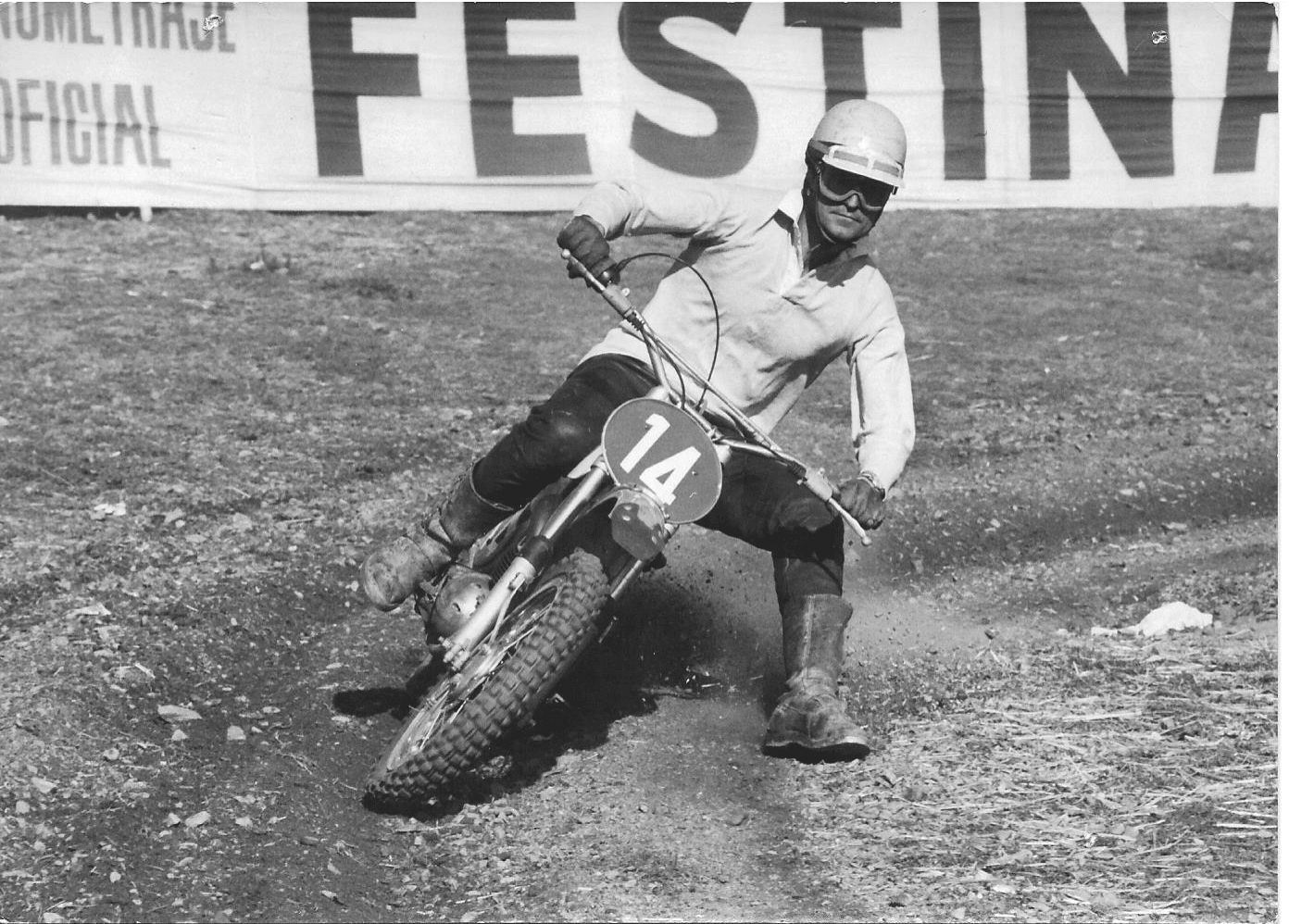
Oriol Puig Bultó amb la Bultaco Métisse al GP d'Espanya de 250cc de 1966

Organitzat pel Moto Club Ruta, el 1960 es disputà als terrenys d'un antic camp de golf de Pedralbes (avui Zona Universitària) el I Motocròs Internacional de Barcelona, que es repetí anualment fins que el 1962 la FIM li concedí la categoria de Gran Premi puntuable per al Campionat del Món de motocròs de 250cc, tot just acabat d'estrenar aquell any (fins aleshores, la competició s'anomenava Campionat d'Europa). A mesura que es consolidava, la prova anà canviant d'emplaçament: El 1964 (any en què la Penya Motorista 10 x Hora es feu càrrec de l'organització) es traslladà a Santa Coloma de Gramenet, estrenant davant 20.000 espectadors el Circuit de Santa Rosa en terrenys de l'actual barri de Santa Rosa, i el 1968 es tornà a desplaçar, aquest cop al nou circuit construït en terrenys de la Mancomunitat Sabadell-Terrassa que aviat es feu famós amb el nom de Circuit del Vallès. En aquest circuit s'hi estaria fins al 1983.
El 1984 la FIM no atorgà a l'estat espanyol cap Gran Premi de 250cc i sí en canvi un de sidecarcross, que es feu també al Circuit del Vallès (fou la darrera prova internacional que s'hi corregué). El 1985 tornà a haver-n'hi, però atès que el Circuit del Vallès estava en fase de desaparició aquest cop l'esdeveniment es traslladà al Circuit del Cluet, a Montgai, on fins aleshores el Moto Club Segre havia organitzat amb èxit el Gran Premi de 125cc. Després d'un parell d'anys sense Gran Premi a l'estat, el 1998 se celebrà a Eivissa en un circuit existent al bell mig de l'Hipòdrom de Sant Rafel de sa Creu i ja no es tornà a celebrar als Països Catalans fins al 2001, en què tornà definitivament a Catalunya (abans d'això, el 1993 es feu al Circuit de Jerez i els set anys següents al circuit El Cerro Negro de Talavera de la Reina).
Des del 2001, organitzat també pel Moto Club Segre, es disputà anualment al Circuit de Motocròs de Catalunya de Bellpuig (també conegut com a Circuit de Montperler). Aquest circuit ja havia estat seu del Gran Premi d'Espanya de 125cc entre els anys 1994 i 2000, i a partir del 2001 passà a organitzar el Gran Premi d'Espanya de totes tres categories -125, 250 i 500cc- fins al 2003 (tot i que aquest any els 250cc es conegueren com a Motocross GP i els 500cc com a 650cc). Amb la nova estructuració de categories del mundial endegada el 2004, la denominació de 250cc desaparegué per sempre més i des d'aleshores el Circuit de Bellpuig acollí el Gran Premi d'Espanya de MX1 i MX2, les considerades com a categories reines. Des d'aleshores s'hi mantingué amb força èxit organitzatiu, fins al punt que el 2006 rebé el premi a la millor prova de l'any per la seva gestió i desenvolupament.
A partir del 2009 la denominació canvià ja oficialment a Gran Premi de Catalunya, nom amb el qual es mantingué fins al 2010 com una de les proves clau del calendari. Les edicions previstes per a les temporades de 2011 i 2012, però, hagueren de ser suspeses a causa de la crisi econòmica.

### Trofeus complementaris
Amb el pas dels anys, el Gran Premi anà incorporant a la seva condició trofeus i guardons complementaris, amb la idea de commemorar alguna efemèride o homenatjar alguna personalitat. Així, el 1967 s'instaurà el Trofeu Carles Badell i el 1978 el Memorial Joan Casablancas. Tots aquests trofeus s'afegien al seu títol oficial, de manera que l'edició de 1979, per exemple, s'anomenava oficialment: XX Motocross Internacional de Barcelona, XVIII Gran Premi d'Espanya, XXIII Trofeu Carles Badell, II Memorial Joan Casablancas, i així successivament. Aquesta singularitat es mantingué fins a la desaparició del Circuit del Vallès.
A banda, durant el cap de setmana del Gran Premi s'acostumava a celebrar altres curses complementàries, per tal d'acabar d'omplir el programa. Així, durant les primeres edicions a Barcelona, en una època en què aquest esport tot just s'estava introduint al país, s'hi feien diverses curses amb pilots locals en tota mena de cilindrades, des dels 75 fins als 250cc. Més endavant, a l'etapa del Circuit del Vallès era habitual que el dissabte anterior a la cursa es programés a la tarda alguna cursa de 125 o 250cc per a pilots de categories estatals inferiors (Júniors i Séniors), fent-se'n una altra normalment l'endemà al matí. Entre els anys 1977 i 1981 s'hi feu coincidir també la prova final del Trofeu Montesa, campionat d'iniciació molt popular aleshores, i fins i tot algun any s'hi executà una cursa de sidecarcross o d'autocross, més que res com a espectacle d'exhibició.

### Horaris i curses

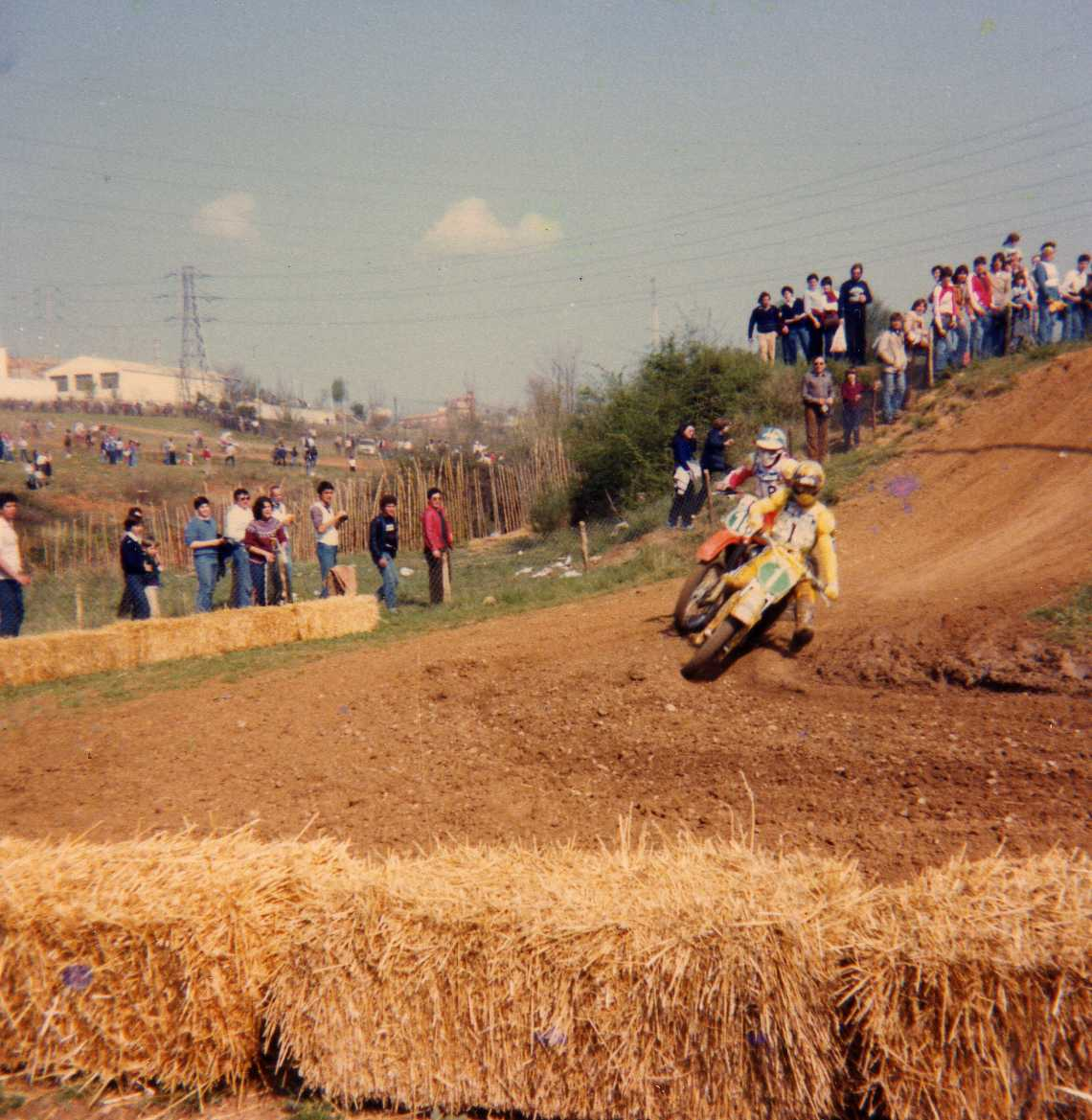
Georges Jobé davant Albert Ribó al GP d'Espanya de 250cc de 1981, al Vallès

El desenvolupament del Gran Premi ha anat variant al llarg dels anys, tot adaptant-se als canvis de normativa i evolució d'aquest esport. Així, durant les primeres edicions es corrien normalment tres mànegues, i fins i tot en alguna ocasió alguna de repesca final. A mitjan anys setanta, el Gran Premi constava de dues mànegues de 40 minuts més dues voltes cadascuna, amb un descans entre mànegues d'una hora. En aquells temps era habitual que durant la setmana anterior a l'esdeveniment hi hagués entrenaments lliures, divendres i dissabte cronometrats i diumenge de bon matí es feien els definitius, que decidien l'ordre a la graella de sortida. Ja més cap a l'època actual la duració i nombre de mànegues tornà a variar algun altre cop, però actualment tornen a fer-se'n dues.
Un exemple típic d'un programa de curses del Gran Premi d'Espanya podria ser aquest, extret del programa original de l'esdeveniment de 1977 (2 i 3 d'abril) editat per la Penya Motorista 10 x Hora:
| Dia      | Hora inici | Hora final | Programa                                                       |
| -------- | ---------- | ---------- | -------------------------------------------------------------- |
| Dissabte | 14:00      | 14:25      | Entrenaments pilots Sènior i Júnior 250cc                      |
| Dissabte | 14:30      | 14:55      | Entrenaments Trofeu Montesa                                    |
| Dissabte | 15:00      | 15:25      | Mànega classificatòria pilots Sènior i Júnior 250cc (6 voltes) |
| Dissabte | 15:30      | 15:55      | Mànega classificatòria Trofeu Montesa (6 voltes)               |
| Dissabte | 16:00      | 16:25      | Entrenaments pilots internacionals                             |
| Dissabte | 16:30      | 16:55      | Primera mànega pilots Sènior i Júnior 250cc                    |
| Dissabte | 17:00      | 17:40      | Primera mànega Trofeu Montesa                                  |
| Dissabte | 17:40      | 18:10      | Entrenaments pilots internacionals                             |
|          |            |            |                                                                |
| Diumenge | 8:30       | 9:30       | Entrenaments pilots internacionals                             |
| Diumenge | 9:40       | 10:15      | Segona mànega pilots Sènior i Júnior 250cc                     |
| Diumenge | 10:20      | 10:50      | Presentació dels pilots internacionals                         |
| Diumenge | 11:05      | 11:55      | Primera Mànega GP d'Espanya 250cc                              |
| Diumenge | 12:20      | 13:00      | Segona mànega Trofeu Montesa                                   |
| Diumenge | 13:10      | 13:55      | Segona Mànega GP d'Espanya 250cc                               |

## Edicions

### Esdeveniment precursor
| Esdeveniment                         | Circuit              | Població  | Organitzador   | Data usual | De   | A    | Edicions |
| ------------------------------------ | -------------------- | --------- | -------------- | ---------- | ---- | ---- | -------- |
| Motocross Internacional de Barcelona | Circuit de Pedralbes | Barcelona | Moto Club Ruta | Al febrer  | 1960 | 1961 | 2        |

### GP d'Espanya de 250cc
| Circuit                | Població                        | Organitzador              | Data usual  | De   | A    | Edicions |
| ---------------------- | ------------------------------- | ------------------------- | ----------- | ---- | ---- | -------- |
| Circuit de Pedralbes   | Barcelona                       | Moto Club Ruta            | Al febrer   | 1962 | 1963 | 2        |
| Circuit de Santa Rosa  | Santa Coloma de Gramenet        | Penya Motorista 10 x Hora | Al l'abril  | 1964 | 1967 | 4        |
| Circuit del Vallès     | Mancomunitat Sabadell-Terrassa  | Penya Motorista 10 x Hora | A l'abril   | 1968 | 1983 | 16       |
| Circuit del Cluet      | Montgai, Noguera                | Moto Club Segre           | 23 de juny  | 1985 | 1985 | 1        |
| Hipòdrom de Sant Rafel | Sant Rafel de sa Creu, Eivissa  | Moto Club Eivissa         | 24 d'abril  | 1988 | 1988 | 1        |
| Circuit de Jerez       | Jerez de la Frontera, Andalusia | ?                         | 28 de març  | 1993 | 1993 | 1        |
| El Cerro Negro         | Talavera de la Reina, Castella  | ?                         | Al març     | 1994 | 2000 | 7        |
| Circuit de Catalunya   | Bellpuig, Urgell                | Moto Club Segre           | Cap al març | 2001 | 2003 | 3        |
| Total                  | 8                               | 6                         |             |      |      | 35       |

1. ↑   Del 2001 al 2003, el GP ho fou de 125, 250 i 500cc alhora

### Esdeveniments successors
| Esdeveniment                | Circuit              | Població | Organitzador    | Data usual    | De   | A    | Edicions |
| --------------------------- | -------------------- | -------- | --------------- | ------------- | ---- | ---- | -------- |
| GP d'Espanya de MX1 i MX2   | Circuit de Catalunya | Bellpuig | Moto Club Segre | Cap a l'abril | 2004 | 2008 | 5        |
| GP de Catalunya de Motocròs | Circuit de Catalunya | Bellpuig | Moto Club Segre | Al maig       | 2009 | 2010 | 2        |

## Palmarès
A l'hora d'interpretar aquest resultats, cal tenir present que els Grans Premis de motocròs han constat tradicionalment de dues o més curses (anomenades "mànegues"), el resultat de les quals computa per igual de cara a la classificació final. Per exemple, si un pilot guanya la primera mànega però queda setè en la segona i un altre les acaba totes dues en segon lloc, serà aquest darrer el guanyador final del Gran Premi. Com a cas paradigmàtic, el 1973 Jim Pomeroy guanyà la primera mànega al Circuit del Vallès i fou quart a la segona, mentre que Hans Maisch quedà segon i tercer respectivament, establint-se així un empat a punts (5 a 5) que es resolgué en favor de Maisch pel còmput global de temps de tots dos pilots, favorable a l'alemany per 7 segons.

### Motocross Internacional de Barcelona
| Edició | Any  | Circuit   | Data            | Guanyador    | Guanyador | Segon          | Segon   | Tercer         | Tercer  |
| ------ | ---- | --------- | --------------- | ------------ | --------- | -------------- | ------- | -------------- | ------- |
| 1      | 1960 | Pedralbes | 20-21 de febrer | Don Rickman  | Bultaco   | John Horsell   | OSSA    | Michel Jackson | Greeves |
| 2      | 1961 | Pedralbes | 25-26 de febrer | Dave Bickers | Greeves   | Joseph Johnson | Greeves | Norman Kroocks | Bultaco |

### GP d'Espanya de 250cc[T 1]
| Edició | Any  | Circuit                  | Data            | Guanyador          | Guanyador     | Segon               | Segon         | Tercer             | Tercer        |
| ------ | ---- | ------------------------ | --------------- | ------------------ | ------------- | ------------------- | ------------- | ------------------ | ------------- |
| I      | 1962 | Pedralbes                | 24-25 de febrer | Arthur Lampkin     | BSA           | Lanfranco Angelini  | Aermacchi     | Jeff Smith         | BSA           |
| II     | 1963 | Pedralbes                | 23-24 de març   | Dave Bickers       | Greeves       | Torsten Hallman     | Husqvarna     | Christoph Specht   | Maico         |
|        |      |                          |                 |                    |               |                     |               |                    |               |
| III    | 1964 | Santa Rosa               | 4-5 d'abril     | Torsten Hallman    | Husqvarna     | Don Rickman         | Bultaco       | John Griffith      | Greeves       |
| IV     | 1965 | Santa Rosa               | 24-25 de març   | Dave Bickers       | Greeves       | Åke Jonsson         | Husqvarna     | Torsten Hallman    | Husqvarna     |
| V      | 1966 | Santa Rosa               | 26-27 de març   | Víktor Arbékov     | ČZ            | Torsten Hallman     | Husqvarna     | Don Rickman        | Bultaco       |
| VI     | 1967 | Santa Rosa               | 2-3 d'abril     | Víktor Arbékov     | ČZ            | Olle Pettersson     | Husqvarna     | Leonid Shinkarenko | Jawa-ČZ       |
|        |      |                          |                 |                    |               |                     |               |                    |               |
| VII    | 1968 | Vallès                   | 30-31 de març   | Torsten Hallman    | Husqvarna     | Joël Robert         | ČZ            | Dave Bickers       | ČZ            |
| VIII   | 1969 | Vallès                   | 12-13 d'abril   | Joël Robert        | ČZ            | Marcel Wiertz       | Bultaco       | Don Rickman        | Bultaco       |
| IX     | 1970 | Vallès                   | 11-12 d'abril   | Joël Robert        | Suzuki        | Sylvain Geboers     | Suzuki        | Torsten Hallman    | Husqvarna     |
| X      | 1971 | Vallès                   | 17-18 d'abril   | Joël Robert        | Suzuki        | Olle Pettersson     | Suzuki        | Håkan Andersson    | Husqvarna     |
| XI     | 1972 | Vallès                   | 8-9 d'abril     | Sylvain Geboers    | Suzuki        | Alexei Kibirin      | ČZ            | Gaston Rahier      | Husqvarna     |
| XII    | 1973 | Vallès                   | 7-8 d'abril     | Hans Maisch        | Maico         | Jim Pomeroy         | Bultaco       | Adolf Weil         | Maico         |
| XIII   | 1974 | Vallès                   | 6-7 d'abril     | Guennadi Moisséiev | KTM           | Håkan Andersson     | Yamaha        | Pavel Rulev        | KTM           |
| XIV    | 1975 | Vallès                   | 5-6 d'abril     | Harry Everts       | Puch          | Willi Bauer         | Suzuki        | Jaroslav Falta     | ČZ            |
| XV     | 1976 | Vallès                   | 3-4 d'abril     | Heikki Mikkola     | Husqvarna     | Torleif Hansen      | Kawasaki      | Jim Pomeroy        | Bultaco       |
| XVI    | 1977 | Vallès                   | 2-3 d'abril     | Raymond Boven      | Montesa       | Jaroslav Falta      | ČZ            | Harry Everts       | Bultaco       |
| XVII   | 1978 | Vallès                   | 8-9 d'abril     | Harry Everts       | Bultaco       | Jean-Paul Mingels   | Montesa       | Torao Suzuki       | Montesa       |
| XVIII  | 1979 | Vallès                   | 7-8 d'abril     | Håkan Carlqvist    | Husqvarna     | Jaroslav Falta      | ČZ            | Neil Hudson        | Maico         |
| XIX    | 1980 | Vallès                   | 12-13 d'abril   | Rolf Dieffenbach   | Honda         | Fritz Köbele        | Honda         | Georges Jobé       | Suzuki        |
| XX     | 1981 | Vallès                   | 4-5 d'abril     | Georges Jobé       | Suzuki        | Rolf Dieffenbach    | Honda         | Kees van der Ven   | KTM           |
| XXI    | 1982 | Vallès                   | 24-25 d'abril   | Mike Guerra        | Husqvarna     | Georges Jobé        | Suzuki        | Kees van der Ven   | KTM           |
| XXII   | 1983 | Vallès                   | 16-17 d'abril   | Georges Jobé       | Suzuki        | Jean-Claude Laquaye | Honda         | Danny LaPorte      | Yamaha        |
|        | 1984 | No es disputà            | No es disputà   | No es disputà      | No es disputà | No es disputà       | No es disputà | No es disputà      | No es disputà |
| XXIII  | 1985 | El Cluet                 | 22-23 de juny   | Heinz Kinigadner   | KTM           | Jacky Vimond        | Yamaha        | Michele Rinaldi    | Suzuki        |
|        |      | 1986-1987: No es disputà |                 |                    |               |                     |               |                    |               |
| XXIV   | 1988 | Eivissa                  | 23-24 d'abril   | Michele Fanton     | Yamaha        | Rodney Smith        | Suzuki        | Jeremy Whatley     | Suzuki        |
|        |      | 1989-1992: No es disputà |                 |                    |               |                     |               |                    |               |
| XXV    | 1993 | Jerez                    | 27-28 de març   | Donny Schmit       | Yamaha        | Greg Albertyn       | Honda         | Trampas Parker     | KTM           |
|        |      |                          |                 |                    |               |                     |               |                    |               |
| XXVI   | 1994 | Talavera                 | 19-20 de març   | Donny Schmit       | Yamaha        | Yves Demaria        | Honda         | Greg Albertyn      | Suzuki        |
| XXVII  | 1995 | Talavera                 | 25-26 de març   | Marnicq Bervoets   | Suzuki        | Kurt Nicoll         | Honda         | Yves Demaria       | Yamaha        |
| XXVIII | 1996 | Talavera                 | 23-24 de març   | Stefan Everts      | Honda         | Tallon Vohland      | Kawasaki      | Frédéric Bolley    | Kawasaki      |
| XXIX   | 1997 | Talavera                 | 15-16 de març   | Tallon Vohland     | Yamaha        | Sébastien Tortelli  | Kawasaki      | Marnicq Bervoets   | Suzuki        |
| XXX    | 1998 | Talavera                 | 28-29 de març   | Stefan Everts      | Honda         | Sébastien Tortelli  | Kawasaki      | Tallon Vohland     | Yamaha        |
| XXIX   | 1999 | Talavera                 | 20-21 de març   | Frédéric Bolley    | Honda         | Marnicq Bervoets    | Kawasaki      | Ryan Hugues        | Honda         |
| XXII   | 2000 | Talavera                 | 18-19 de març   | Gordon Crockard    | Honda         | Mickaël Pichon      | Suzuki        | Pit Beirer         | Kawasaki      |
|        |      |                          |                 |                    |               |                     |               |                    |               |
| XXXIII | 2001 | Montperler               | 17-18 de març   | Mickaël Pichon     | Suzuki        | Pit Beirer          | Yamaha        | Frédéric Bolley    | Honda         |
| XXXIV  | 2002 | Montperler               | 13-14 d'abril   | Mickaël Pichon     | Suzuki        | Alessio Chiodi      | Yamaha        | Frédéric Bolley    | Yamaha        |
| XXXV   | 2003 | Montperler               | 29-30 de març   | Mickaël Pichon     | Suzuki        | Joël Smets          | KTM           | Stefan Everts      | Yamaha        |

Notes
1. ↑  Tret que s'indiqui el contrari, les fonts que s'han fet servir per a omplir aquesta taula han estat el Web memotocross[17] i els programes originals de l'esdeveniment, editats per a l'ocasió per la Penya Motorista 10 x Hora. S'han consultat concretament els de les edicions de 1977 (Terrassa, 3 d'abril), 1979 (Terrassa, 8 d'abril) i 1981 (Terrassa, 5 d'abril).
2. ↑  Del 2001 al 2003, el GP d'Espanya ho fou alhora de 125, 250 i 500cc, tot i que aquest darrer any els 250cc es conegueren com a Motocross GP i els 500cc com a 650cc. Aquesta taula reflecteix només els resultats de la categoria de 250cc/Motocross GP.

## Estadístiques
S'han considerat tots els resultats compresos entre el 1962 i el 2003.

### Guanyadors múltiples
| Pilot           | Victòries |
| --------------- | --------- |
| Joël Robert     | 3         |
| Mickaël Pichon  | 3         |
| Georges Jobé    | 2         |
| Harry Everts    | 2         |
| Stefan Everts   | 2         |
| Donny Schmit    | 2         |
| Torsten Hallman | 2         |
| Dave Bickers    | 2         |
| Víktor Arbékov  | 2         |

### Victòries per país
| País           | Victòries |
| -------------- | --------- |
| Bèlgica        | 12        |
| Estats Units   | 4         |
| França         | 4         |
| Regne Unit     | 3         |
| Suècia         | 3         |
| Unió Soviètica | 3         |
| RFA            | 2         |
| Àustria        | 1         |
| Finlàndia      | 1         |
| Irlanda        | 1         |
| Itàlia         | 1         |
| Total          | 35        |

### Victòries per marca
| Marca     | Victòries |
| --------- | --------- |
| Suzuki    | 9         |
| Husqvarna | 5         |
| Honda     | 5         |
| Yamaha    | 4         |
| ČZ        | 3         |
| Greeves   | 2         |
| KTM       | 2         |
| Puch      | 1         |
| Bultaco   | 1         |
| Montesa   | 1         |
| Maico     | 1         |
| BSA       | 1         |
| Total     | 35        |